# Julio César Tobar
Julio César Tobar 30 de junio de 1978
Es un exfutbolista colombiano que se desempeñaba como lateral derecho, sus mayores logros en su carrera deportiva fueron con el Deportivo Pasto, equipo con el que coronó campeón del Torneo de Ascenso en (1998) y subcampeón en (2002-II), sus grandes actuaciones por la banda derecha con el cuadro "volcánico" hicieron que formara parte de las selecciones colombianas sub-20 y sub-23.

## Clubes
| Club            | País     | Año         |
| --------------- | -------- | ----------- |
| Deportivo Pasto | Colombia | 1998 - 1999 |
| Deportivo Cali  | Colombia | 2000        |
| Deportivo Tuluá | Colombia | 2001        |
| Deportivo Pasto | Colombia | 2002 - 2003 |
| Centauros       | Colombia | 2004        |
| Atlético Huila  | Colombia | 2005        |
| Deportivo Tuluá | Colombia | 2006 - 2007 |
| Millonarios     | Colombia | 2008        |

## Palmarés

### Campeonatos nacionales
| Título            | Club            | País     | Año  |
| ----------------- | --------------- | -------- | ---- |
| Torneo de Ascenso | Deportivo Pasto | Colombia | 1998 |

- Datos: Q5955200